# هنري ويليام بيتري
هنري ويليام بيتري (بالإنجليزية: Henry William Petre)‏ هو سياسي نيوزلندي، ولد في 1820، وتوفي في 3 ديسمبر 1889.